# (9538) 1982 UM2
(9538) 1982 UM2 là một tiểu hành tinh vành đai chính. Nó được phát hiện bởi Antonín Mrkos ở Đài thiên văn Kleť gần České Budějovice, Cộng hòa Séc, ngày 20 tháng 10 năm 1982.